# Sheldon Adelson
Sheldon Adelson (Boston, 6 d'agost de 1933 – Malibu, 11 de gener de 2021) fou un magnat estatunidenc, propietari, entre d'altres, de diversos casinos arreu del món. El març de 2012 la revista Forbes estimava la seva fortuna a 24,6 mil milions de dòlars, la qual cosa el situava com a vuitena persona més rica dels Estats Units.
Durant el 2012 Adelson esdevingué una persona famosa a l'estat espanyol, i sobretot a Catalunya, arran del seu projecte d'implantació d'un macrocomplex hoteler i d'oci a Barcelona anomenat Eurovegas. Aquesta iniciativa va suscitar un rebuig per part d'algunes plataformes com ara Aturem Eurovegas que temien derives especulatives.
Casat des del 1991 amb Miriam Ochshorn, una metgessa, tingué cinc fills del seu primer matrimoni: Sheldon Jr, Michael, Jennifer, Nicholas i Frank Sheldon Jr.

## Biografia
Adelson va néixer en una família jueva que vivia als afores de Boston, fill d'un xòfer de taxi. Als 12 anys venia diaris al carrer i més endavant es va iniciar en el món dels negocis fent de corredor de préstecs i d'assessor d'inversions. El 1979, junt amb diversos associats, va crear i desenvolupar un saló d'informàtica, el COMDEX, que esdevindria el més important del món i que va cedir el 1995 per 860 milions de dòlars. El 1988, va adquirir l'hotel-casino Sands de Las Vegas i, l'any següent, va ampliar-lo amb un centre d'exposicions i congressos de nova construcció. El 1991, durant la lluna de mel Venècia amb la seva nova muller Miriam, li va venir la idea de construir a Las Vegas un enorme hotel-casino que reproduís els edificis i canals de la ciutat italiana. Serà The Venetian, que amb un cost d'un bilió i mig de dòlars va revolucionar la indústria hotelera a Las Vegas, tot orientant-lo tant cap a l'entreteniment i els congressos que cap al joc. El 2003 se li va afegir una torre de 1013 suites. Des de llavors va seguir invertint diners en la construcció de casinos a Pennsilvània, Macau i Singapur (especialment el Marina Bay Sands).
El 2007, Adelson va intentar esdevenir propietari d'un dels principals diaris israelians, el Maariv, sense aconseguir-ho. Més endavant, però, va llançar un diari gratuït, Israel HaYom, que ha esdevingut el primer diari més llegit del país.
A principis del 2009, va estar present a la cerimònia d'investidura de Benjamin Netanhayu.
Adelson també va ser un dels principals suports financers de Mitt Romney, el candidat republicà a les eleccions presidencials estatunidenques de 2012.
El 23 de setembre de 2016, Adelson va anunciar una donació de 25 milions de dòlars a la campanya presidencial de Trump, com a part d’una donació de 65 milions de dòlars a la campanya electoral republicana per al 2016. Adelson va ser, amb diferència, el principal donant de qualsevol partit (republicans o demòcrates) al cicle electoral de 2016, així com el major donant a la candidatura de la Casa Blanca de Donald Trump. Per al cicle electoral del 2020, es calculava que Adelson donaria 200 milions de dòlars a Trump i al Partit Republicà.
Segons la revista francesa Tel Quel, també finançava el fons Clarion, organització sense ànim de lucre que produeix documentals sobre l'amenaça de l'islam.

## Filantropia
- Des del 2007 la Fundació Adelson Family va donar 100 milions de dòlars a l'organització sionista Birthright Israel, que finança viatges de jueus cap a Israel amb l'objectiu d'estrènyer els lligams entre aquest país i la diàspora.[11][12]
- Adelson i la seva esposa també han finançat programes mèdics[13][14] i han creat la Adelson Medical Research Foundation.[15]
- El 2011 Adelson va donar uns altres 25 milions de dòlars per sostenir el Memorial Yad va-Xem de Jerusalem.[16]